# Blauwvoetmycena
De blauwvoetmycena (Mycena cyanorhiza) is een kleine witte paddenstoel uit de familie Marasmiaceae. De paddenstoel is aan de basis van de steel hemelsblauw / cyaanblauw gekleurd omdat het hallucinogene psilocybine bevat. Hij groeit in bossen op hout en heeft een witte sporenprint.

## Verspreiding
In Nederland komt de paddenstoel zeer zeldzaam voor. Hij staat op de rode lijst in de categorie 'Gevoelig'.

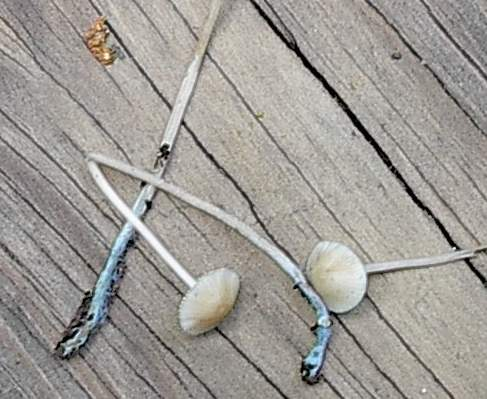
Mycena cyanorrhiza
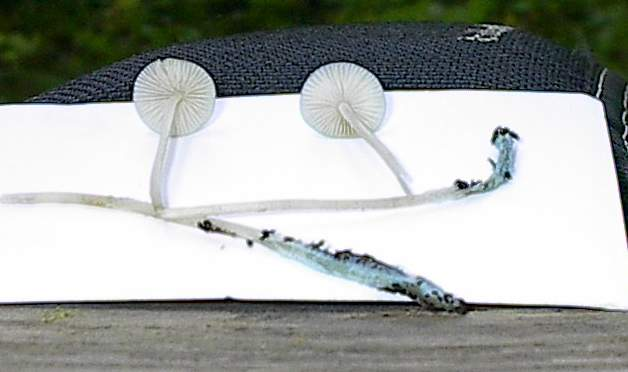
Mycena cyanorrhiza
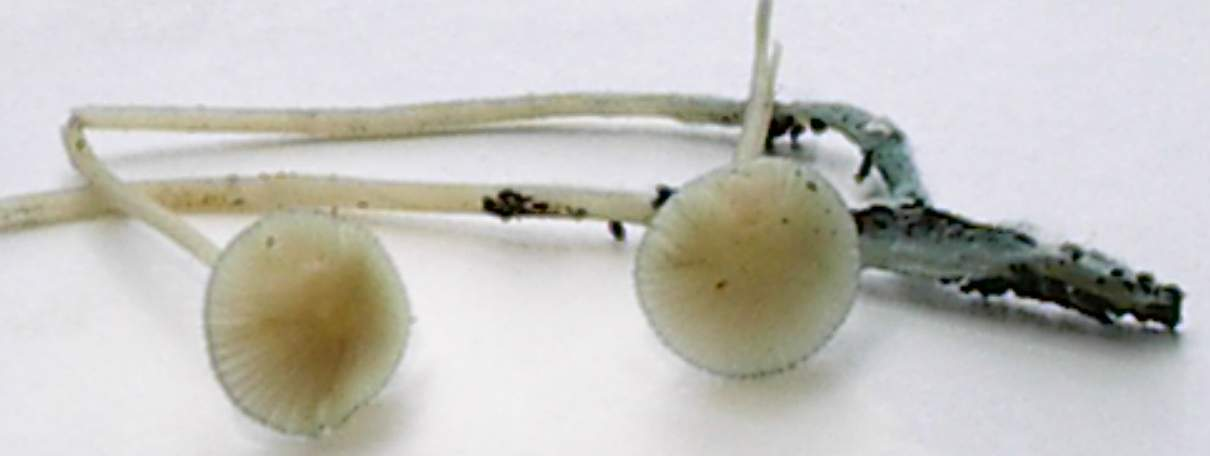
Mycena cyanorrhiza
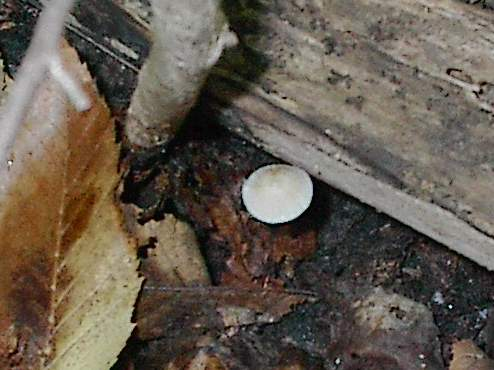
Mycena cyanorrhiza